# Going Crazy (Song Ji-eun)
Going Crazy (hangeul: 미친거니) è il secondo singolo digitale della cantante sudcoreana Jieun, pubblicato nel 2011 dall'etichetta discografica TS Entertainment insieme a LOEN Entertainment.

## Il disco
Nel febbraio 2011, la TS Entertainment rivelò che, dopo la conclusione delle promozioni delle Secret per "Shy Boy", Jieun sarebbe tornata come solista, mostrando una nuova immagine, diversa dallo stile delle Secret. Venne poi diffusa, attraverso vari siti di musica online, la data di uscita, il 3 marzo 2011, e il titolo, "Going Crazy". Il 27 febbraio furono pubblicati il video teaser, in cui è presente l'attrice Min Hyorin, e le foto teaser di "Going Crazy". Il 3 marzo venne pubblicato il singolo e il video musicale di "Going Crazy", con le parti rap cantate dall'allora sconosciuto Bang Yong-guk del gruppo B.A.P. Il video musicale, a cui partecipa anche Kim Himchan dei B.A.P, fu diretto da Hon Won Ki e girato nel mese di febbraio 2011. Il singolo fu pubblicato anche in edizione limitata.
Il brano è stato scritto da Kang Jiwon e Kim Kibum, mentre le parti rap da Bang Yong-guk. Secondo i produttori e la TS Entertainment, il pezzo mostra una versione più dark di Jieun. Il concetto riguardante la canzone è il rapporto stalking tra due persone: infatti, il testo parla del rapporto tra due, in cui lui ha un'ossessione verso di lei e non può stare senza. Il brano fu utilizzato come traccia promozionale nelle loro performance nei programmi M! Countdown, Music Bank, Show! Music Core e Inkigayo; le promozioni per il singolo vennero pianificate per due settimane, ma visto l'enorme successo furono estese fino alla fine di marzo. Il pezzo arrivò in cima a varie classifiche musicali online e conquistò il primo posto nella classifica Gaon Single Charts. Il singolo fu accolto in positivo, in particolare per la voce di Jieun, il rap di Yong-guk e lo stile musicale maturo.
Nel luglio 2011, il Ministero della parità di genere e della famiglia della Corea del Sud stilò una lista di canzoni che dovrebbero essere bandite per i loro contenuti, ritenuti inadatti ad un pubblico di minori. Nella lista vi era anche "Going Crazy", secondo la quale doveva essere vietata ai minori di 19 anni per via delle parole del testo e del video musicale.
Il 31 dicembre 2011, in occasione del MBC's 2011 Gayo Daejun, Jieun e Bang Yong-guk si esibirono con una versione remix della canzone. Il 28 gennaio 2012, per il debutto del gruppo di Bang Yong-guk, i B.A.P, i due eseguirono il pezzo.

## Tracce
1. Going Crazy (미친거니) (feat. Bang Yong-guk) – 3:50 (testo: Kang Jiwon, Kim Kibum, Bang Yong-guk – musica: Kang Jiwon, Kim Kibum)
2. Going Crazy (미친거니) (Inst.) – 3:50 (testo: Kang Jiwon, Kim Kibum, Bang Yong-guk – musica: Kang Jiwon, Kim Kibum)

Durata totale: 7:40

## Successo commerciale
In Corea del Sud ha venduto oltre 1.581.465.